# Drassodes rubidus
Drassodes rubidus es una especie de araña araneomorfa del género Drassodes, familia Gnaphosidae. La especie fue descrita científicamente por Simon en 1878.
La longitud del cuerpo de la hembra es de 11,4 milímetros. La especie se distribuye por Europa: Portugal, España, Francia e Italia (Cerdeña).